# Tour of Oman 2019
Il Tour of Oman 2019, decima edizione della corsa, valevole come evento dell'UCI Asia Tour 2019 categoria 2.HC, si svolse in sei tappe dal 16 al 21 febbraio 2019 su un percorso di 906 km, con partenza da Al Sawadi Beach e arrivo a Matrah Corniche, in Oman. La vittoria fu appannaggio del kazako Aleksej Lucenko, che completò il percorso in 21h45'51" precedendo l'italiano Domenico Pozzovivo e lo spagnolo Jesús Herrada.
Sul traguardo di Matrah Corniche 116 ciclisti, su 126 partiti da Al Sawadi Beach, portarono a termine la competizione.

## Tappe
| Tappa  | Data        | Percorso                                     | km    | Vincitore di tappa | Leader cl. generale |
| ------ | ----------- | -------------------------------------------- | ----- | ------------------ | ------------------- |
| 1ª     | 16 febbraio | Al Sawadi Beach > Suhar Corniche             | 138,5 | Alexander Kristoff | Alexander Kristoff  |
| 2ª     | 17 febbraio | Royal Cavalry Oman > Al Bustan               | 156,5 | Aleksej Lucenko    | Alexander Kristoff  |
| 3ª     | 18 febbraio | Shati Al Qurum > Qurayyat                    | 192,5 | Aleksej Lucenko    | Aleksej Lucenko     |
| 4ª     | 19 febbraio | Yiti > Oman Convention and Exhibition Centre | 131   | Sonny Colbrelli    | Aleksej Lucenko     |
| 5ª     | 20 febbraio | Samail > Jabal Al Akhdhar                    | 152   | Aleksej Lucenko    | Aleksej Lucenko     |
| 6ª     | 21 febbraio | Al Mouj Muscat > Matrah Corniche             | 135,5 | Giacomo Nizzolo    | Aleksej Lucenko     |
| Totale | Totale      | Totale                                       | 906   |                    |                     |

## Squadre e corridori partecipanti
| N.    | Cod. | Squadra                    |
| ----- | ---- | -------------------------- |
| 1-7   | AST  | Astana Pro Team            |
| 11-17 | CPT  | CCC Team                   |
| 21-27 | TBM  | Bahrain-Merida             |
| 31-37 | UAD  | UAE Team Emirates          |
| 41-47 | COF  | Cofidis, Solutions Crédits |
| 51-57 | TKA  | Team Katusha Alpecin       |
| 61-67 | VCB  | Vital Concept-B&B Hotels   |
| 71-77 | ALM  | AG2R La Mondiale           |
| 81-87 | TDD  | Team Dimension Data        |

| N.      | Cod. | Squadra                       |
| ------- | ---- | ----------------------------- |
| 91-97   | PCB  | Team Arkéa-Samsic             |
| 101-107 | TDE  | Direct Énergie                |
| 111-117 | RLY  | Rally UHC Cycling             |
| 121-127 | WGG  | Wanty-Gobert Cycling Team     |
| 131-137 | ROC  | Roompot-Charles               |
| 141-147 | DMP  | Delko Marseille Provence      |
| 151-157 | WVA  | Wallonie-Bruxelles            |
| 161-167 | EUS  | Euskadi Basque Country-Murias |
| 171-177 | SVB  | Sport Vlaanderen-Baloise      |

## Dettagli delle tappe

### 1ª tappa
- 16 febbraio: Al Sawadi Beach > Suhar Corniche – 138,5 km

Risultati
| Pos. | Corridore          | Squadra       | Tempo    |
| ---- | ------------------ | ------------- | -------- |
| 1    | Alexander Kristoff | UAE           | 2h54'50" |
| 2    | Bryan Coquard      | Vital Concept | s.t.     |
| 3    | Nacer Bouhanni     | Cofidis       | s.t.     |

| Pos. | Corridore          | Squadra       | Tempo    |
| ---- | ------------------ | ------------- | -------- |
| 1    | Alexander Kristoff | UAE           | 2h54'40" |
| 2    | Bryan Coquard      | Vital Concept | a 4"     |
| 3    | Michael Schär      | CCC           | a 5"     |

### 2ª tappa
- 17 febbraio: Royal Cavalry Oman > Al Bustan – 156,5 km

Risultati
| Pos. | Corridore          | Squadra   | Tempo    |
| ---- | ------------------ | --------- | -------- |
| 1    | Aleksej Lucenko    | Astana    | 4h07'19" |
| 2    | Alexander Kristoff | UAE       | a 3"     |
| 3    | Ryan Gibbons       | Dimension | s.t.     |

| Pos. | Corridore          | Squadra   | Tempo    |
| ---- | ------------------ | --------- | -------- |
| 1    | Alexander Kristoff | UAE       | 7h01'56" |
| 2    | Aleksej Lucenko    | Astana    | a 3"     |
| 3    | Ryan Gibbons       | Dimension | a 12"    |

### 3ª tappa
- 18 febbraio: Shati Al Qurum > Qurayyat – 192,5 km

Risultati
| Pos. | Corridore         | Squadra | Tempo    |
| ---- | ----------------- | ------- | -------- |
| 1    | Aleksej Lucenko   | Astana  | 4h35'48" |
| 2    | Jesús Herrada     | Cofidis | a 1"     |
| 3    | Greg Van Avermaet | CCC     | s.t.     |

| Pos. | Corridore         | Squadra | Tempo     |
| ---- | ----------------- | ------- | --------- |
| 1    | Aleksej Lucenko   | Astana  | 11h37'37" |
| 2    | Jesús Herrada     | Cofidis | a 18"     |
| 3    | Greg Van Avermaet | CCC     | a 20"     |

### 4ª tappa
- 19 febbraio: Yiti > Oman Convention and Exhibition Centre – 131 km

Risultati
| Pos. | Corridore         | Squadra      | Tempo    |
| ---- | ----------------- | ------------ | -------- |
| 1    | Sonny Colbrelli   | Bahrain-Mer. | 3h17'09" |
| 2    | Greg Van Avermaet | CCC          | s.t.     |
| 3    | Clément Venturini | AG2R         | s.t.     |

| Pos. | Corridore         | Squadra | Tempo     |
| ---- | ----------------- | ------- | --------- |
| 1    | Aleksej Lucenko   | Astana  | 14h54'46" |
| 2    | Greg Van Avermaet | CCC     | a 14"     |
| 3    | Jesús Herrada     | Cofidis | a 18"     |

### 5ª tappa
- 20 febbraio: Samail > Jabal Al Akhdhar – 152 km

Risultati
| Pos. | Corridore          | Squadra      | Tempo    |
| ---- | ------------------ | ------------ | -------- |
| 1    | Aleksej Lucenko    | Astana       | 3h44'03" |
| 2    | Fabien Grellier    | Direct       | a 7"     |
| 3    | Domenico Pozzovivo | Bahrain-Mer. | a 11"    |

| Pos. | Corridore          | Squadra      | Tempo     |
| ---- | ------------------ | ------------ | --------- |
| 1    | Aleksej Lucenko    | Astana       | 18h38'39" |
| 2    | Domenico Pozzovivo | Bahrain-Mer. | a 44"     |
| 3    | Jesús Herrada      | Cofidis      | a 47"     |

### 6ª tappa
- 21 febbraio: Al Mouj Muscat > Matrah Corniche – 135,5 km

Risultati
| Pos. | Corridore        | Squadra      | Tempo    |
| ---- | ---------------- | ------------ | -------- |
| 1    | Giacomo Nizzolo  | Dimension    | 3h07'12" |
| 2    | Sonny Colbrelli  | Bahrain-Mer. | s.t.     |
| 3    | Davide Ballerini | Astana       | s.t.     |

| Pos. | Corridore          | Squadra      | Tempo     |
| ---- | ------------------ | ------------ | --------- |
| 1    | Aleksej Lucenko    | Astana       | 21h45'51" |
| 2    | Domenico Pozzovivo | Bahrain-Mer. | a 44"     |
| 3    | Jesús Herrada      | Cofidis      | a 47"     |

## Evoluzione delle classifiche
| Tappa              | Vincitore          | Classifica generale Maglia rossa | Classifica a punti Maglia verde | Classifica giovani Maglia bianca | Classifica combattività Maglia oro | Classifica a squadre Numero giallo |
| ------------------ | ------------------ | -------------------------------- | ------------------------------- | -------------------------------- | ---------------------------------- | ---------------------------------- |
| 1ª                 | Alexander Kristoff | Alexander Kristoff               | Alexander Kristoff              | Davide Ballerini                 | Michael Schär                      | Astana Pro Team                    |
| 2ª                 | Aleksej Lucenko    | Alexander Kristoff               | Alexander Kristoff              | Ryan Gibbons                     | Preben Van Hecke                   | Astana Pro Team                    |
| 3ª                 | Aleksej Lucenko    | Aleksej Lucenko                  | Aleksej Lucenko                 | Ryan Gibbons                     | Preben Van Hecke                   | Team Dimension Data                |
| 4ª                 | Sonny Colbrelli    | Aleksej Lucenko                  | Alexander Kristoff              | Ryan Gibbons                     | Preben Van Hecke                   | Team Katusha Alpecin               |
| 5ª                 | Aleksej Lucenko    | Aleksej Lucenko                  | Aleksej Lucenko                 | Élie Gesbert                     | Preben Van Hecke                   | Team Katusha Alpecin               |
| 6ª                 | Giacomo Nizzolo    | Aleksej Lucenko                  | Aleksej Lucenko                 | Élie Gesbert                     | Preben Van Hecke                   | Team Katusha Alpecin               |
| Classifiche finali | Classifiche finali | Aleksej Lucenko                  | Aleksej Lucenko                 | Élie Gesbert                     | Preben Van Hecke                   | Team Katusha Alpecin               |

## Classifiche finali

### Classifica generale - Maglia rossa
| Pos. | Corridore          | Squadra       | Tempo     |
| ---- | ------------------ | ------------- | --------- |
| 1    | Aleksej Lucenko    | Astana        | 21h45'51" |
| 2    | Domenico Pozzovivo | Bahrain-Mer.  | a 44"     |
| 3    | Jesús Herrada      | Cofidis       | a 47"     |
| 4    | Rui Costa          | UAE           | a 53"     |
| 5    | Élie Gesbert       | Arkéa         | a 1'03"   |
| 6    | Jan Polanc         | UAE           | a 1'14"   |
| 7    | Eliot Lietaer      | Wallonie      | a 1'25"   |
| 8    | Fabien Doubey      | Wanty         | a 1'31"   |
| 9    | Brandon McNulty    | Rally         | a 1'43"   |
| 10   | Quentin Pacher     | Vital Concept | a 1'51"   |

### Classifica a punti - Maglia verde
| Pos. | Corridore         | Squadra      | Punti |
| ---- | ----------------- | ------------ | ----- |
| 1    | Aleksej Lucenko   | Astana       | 45    |
| 2    | Sonny Colbrelli   | Bahrain-Mer. | 32    |
| 3    | Ryan Gibbons      | Dimension    | 23    |
| 4    | Giacomo Nizzolo   | Dimension    | 22    |
| 5    | Greg Van Avermaet | CCC          | 21    |

### Classifica giovani - Maglia bianca
| Pos. | Corridore       | Squadra   | Tempo     |
| ---- | --------------- | --------- | --------- |
| 1    | Élie Gesbert    | Arkéa     | 21h46'54" |
| 2    | Brandon McNulty | Rally     | a 40"     |
| 3    | Steff Cras      | Katusha   | a 50"     |
| 4    | Matteo Fabbro   | Katusha   | a 57"     |
| 5    | Ryan Gibbons    | Dimension | a 1'20"   |

### Classifica a squadre
| Pos. | Squadra              | Tempo     |
| ---- | -------------------- | --------- |
| 1    | Team Katusha Alpecin | 65h25'36" |
| 2    | Team Dimension Data  | a 1'30"   |
| 3    | AG2R La Mondiale     | a 5'17"   |
| 4    | CCC Team             | a 6'27"   |
| 5    | UAE Team Emirates    | a 8'15"   |